# 第33屆傳藝金曲獎
第33屆傳藝金曲獎由國立傳統藝術中心主辦，頒獎典禮於2022年10月29日於臺灣戲曲中心大表演廳舉辦、委託中國電視公司轉播。

## 系列活動
- 2022年3月15日起開放報名至4月30日止，特別獎推薦至5月31日止[2]。

## 報名資格與統計
本屆出版類取消最佳宗教音樂專輯獎，改以傳統音樂、藝術音樂及跨界音樂等音樂類型進行評選；戲曲表演類增設評審團獎及最佳偶戲主演獎兩個獎項。戲曲表演類最佳演員獎以及最佳偶戲主演獎的得獎人數限制放寬，不限一人得獎；最佳個人表演新秀獎亦於本屆更名為「最佳青年演員獎」並下修報名年齡為35歲以下。凡於2021年3月1日至2022年2月28日以臺灣作為首次發行地的傳統暨藝術音樂專輯以及正式的戲曲公開展演均可報名。
戲曲表演類由真快樂掌中劇團的《王爺飯》一舉獲得5項大獎提名，出版類入圍最多獎項的專輯為《來自臺灣──呂紹嘉的原鄉情懷》。

## 入圍暨得獎名單
| 以表示得獎者 |

## 轉播團隊
- 指導單位：文化部
- 主辦單位：國立傳統藝術中心
- 統籌：陳悅宜、蕭啟村、游庭婷
- 監製：周雅菁、鄒求強、賴銘仁
- 典禮執行：王俊凱、王郁慈、石芷瑄、何定蕊、李芸淇、林貞吟、商之榕、許靜儀、曾怡怡、楊雅婷、葉娟礽、蕭歌珊、閻令琬、謝尹瑋
- 督導：王子雍
- 執行製作：林亭秀
- 製作行政：許瑋婷
- 行銷：許瑋婷、高美瑜
- 製播：賴孚妮、田以哲、徐凱嘉、連思涵、陳惠純
- 媒關：連家瑩、高美瑜、許瑋婷
- 總導演暨策展人：汪兆謙
- 典禮暨節目音樂總監：蘇通達
- 共同策展人：莊知恆
- 策展團隊：阮劇團
- 後期製作：好痛音樂
- 行政經理：戴紫涵
- 視覺總監：顏伯駿
- 視覺設計團隊：周邑勛、陳泓宇、洪孟如、穆星祐、何怡嫻、鄭泰忠、陳詠鑫、吳曉芳、湯晏寧、蔣秉翰、周圻原、洪智賢、巫昀穎、甯偉誠、梁碩麟、莊依仁、陳佑佑、廖家辰
- 影像統籌：顏伯駿
- 活動執行團隊：中視業務行銷部創意行銷中心
- 活動總督導：邱智鑫
- 專案統籌：黃敏媜
- 行銷統籌：何薏翎
- 硬體統籌：張鵬昇
- 企劃執行：簡楷穎、朱疆昀、咸婷瑀、吳汶珊、郭伊芹、龔仁晉、張皓鈞
- 電視轉播：中視新聞台
- 總導播：劉應鐘
- 轉播工程總督導：陳俊智
- 轉播工程督導：劉啟聖、郭文瑞、黃崑星、賴滄浪
- 轉播工程技術指導：許達偉
- 舞臺監督：李忠貞
- 舞臺設計：謝均安
- 燈光設計：莊知恆
- 技術指導：陳育仁
- 視訊工程：楊博凱
- 成音：秦聖奇、林庭芳
- 燈光：張家銘、許文安
- 燈光助理：呂皓哲
- 攝影：林建廷、林文彬、林學良、陳鍇翔、陳柏全、吳儀榮、吳俊翰、王旭忠、劉世華、高寶鳴
- 系統工程：劉如城
- 傳輸工程：王品鈞、詹睿哲
- 新媒直播：顧惠琴
- 現場指導：賴宣甫、賴潔穎
- 助理導播：張家瑜、楊若佳
- 傳藝大道導播：孫怡芬
- 監製公司：中國電視公司

## 外部連結
- 傳藝金曲獎官網 （页面存档备份，存于）